# Rehrücken Baden-Baden
Rehrücken Baden-Baden ist eine bekannte Variante des Rehrücken-Bratens. Das Wildgericht ist nach der Stadt Baden-Baden benannt und zählt zu den traditionellen Gerichten der badischen Küche.
Ein mit Wacholderbeeren gewürzter sowie mit Speck oder Schwarzwälder Schinken belegter Rehrücken wird im Ofen gegart und dabei mit saurer Sahne übergossen. Kennzeichnend für den Rehrücken Baden-Baden sind die gedünsteten Birnenhälften, die mit Johannisbeergelee oder Preiselbeeren gefüllt zu diesem Braten gereicht werden, sowie die Spätzle, die als Beilage serviert werden.

## Historisches
Ursprünglich wurde der Rehrücken mit Speckstreifen gespickt. Da man damit jedoch die feinen Fleischfasern zerstört, wird der Braten in der heutigen Zeit mit Speck- oder fettreichen Schinkenscheiben belegt (bardiert).

## Trivia
Johannes Mario Simmel verewigte den Rehrücken Baden-Baden in seinem Buch „Es muss nicht immer Kaviar sein“.